# São Carlos do Ivaí
São Carlos do Ivaí là một đô thị thuộc bang Paraná, Brasil. Đô thị này có diện tích 225,077 km², dân số năm 2007 là 5987 người, mật độ 29,3 người/km².